# دوف يوسف
دوف يوسف ((بالعبرية: דב יוסף‏)؛ 27 مايو 1899 – 7 يناير 1980) كان سياسي ورجل دولة إسرائيلي. شغل منصب الحاكم العسكري للقدس خلال الحرب العربية الإسرائيلية 1948. تولى حقائب وزارية في تسع الحكومات الإسرائيلية.
ولد برنارد جوزيف (لاحقاً دوف يوسف) في مونتريال، كندا. هاجر يوسف إلى فلسطين في عام 1918 مع الفيلق الكندي اليهودي الذي ساعد في تنظيمه. بعد نهاية الحرب العالمية الأولى، عمل يوسف محاميا في فلسطين الانتدابية.

## روابط خارجية
- ملفه على موقع الكنيست